# Галегуш (Повуа-де-Ланьозу)
Галегуш (порт. Galegos; МФА: [gɐ.ˈɫe.guʃ]) — парафія в Португалії, у муніципалітеті Повуа-де-Ланьозу. Розташована в північно-західній частині країни, на теренах історичної португальської провінції Дору-Міню. Входить до складу округу Брага. За адміністративним поділом, чинним до 1976 року, терени парафії були складовою провінції Міню. Належить до Бразької архідіоцезії Католицької церкви. Патрон — Мартин Турський. Площа — 2,9421 км². Населення — 543 ос. (2011). Середньо урбанізований регіон. Густота населення — 184,56 осіб/км²
. Код — 030912.

## Населення
| Кількість мешканців | Кількість мешканців | Кількість мешканців | Кількість мешканців | Кількість мешканців | Кількість мешканців | Кількість мешканців | Кількість мешканців | Кількість мешканців | Кількість мешканців | Кількість мешканців | Кількість мешканців | Кількість мешканців | Кількість мешканців | Кількість мешканців |
| ------------------- | ------------------- | ------------------- | ------------------- | ------------------- | ------------------- | ------------------- | ------------------- | ------------------- | ------------------- | ------------------- | ------------------- | ------------------- | ------------------- | ------------------- |
| 1864                | 1878                | 1890                | 1900                | 1911                | 1920                | 1930                | 1940                | 1950                | 1960                | 1970                | 1981                | 1991                | 2001                | 2011                |
| 255                 | 311                 | 331                 | 317                 | 351                 | 346                 | 347                 | 439                 | 471                 | 463                 | 476                 | 604                 | 545                 | 629                 | 543                 |